# Ctenotus arnhemensis
Ctenotus arnhemensis är en ödleart som beskrevs av  Storr 1981. Ctenotus arnhemensis ingår i släktet Ctenotus och familjen skinkar. Inga underarter finns listade i Catalogue of Life.